# Sakhalinpil
Sakhalin-Pil (Salix udensis) er en art af pil, der vokser vildt i det østlige Sibirien og Kamtjatka, det nordøstlige Kina og det nordlige Japan.
Det er en busk, der kan blive op til 5 m høj og har slanke lancetformede blade, 6-10 cm lange og 0,8-2 cm brede, der er blankt mørkegrønne på oversiden og matte, letbehårede på undersiden og har takkede kanter. Blomsterne, der springer ud i det tidlige forår, sidder på 2-3 cm lange rakler.
Busken findes i en kultiveret udgave med betegnelsen 'Sekka' og holdes som prydplante. Den har mere oprette grene end den vilde udgave.
- Wikimedia Commons har flere filer relateret til Sakhalinpil